# Musée EFKS de Le'auva'a
 (juillet 2019).
Le Musée EFKS est un musée ouvert en 2011 situé à Le'auva'a, aux Samoa. C'est un musée chrétien géré par l'EFKS (Ekalesia Faapotopotoga Kerisiano Samoa ou Église chrétienne congrégationaliste des Samoa).

## Bâtiment
Une statue représentant la déesse samoane Nafanua est disposée à l'entrée du musée. Elle aurait prophétisé l'arrivée du christianisme à Samoa, concrétisé par la venue de John Williams en 1830.

## Architecture
Les différentes entrées du bâtiment principal comportent des sculptures typiques samoannes. Une partie du bâtiment représente la coque du navire qui a amené le premier missionnaire anglais, le révérend John Williams, qui a amené le christianisme par l'entremise de la London Missionary Society.

## Collections
Divers objets remontant à la période missionnaire aux Samoa.